# Desaparición de Shaina Kirkpatrick y Shausha Henson
Shaina Ashley Kirkpatrick, de 4 años, y su hermana pequeña Shausha Latine Henson,de 2 meses, fueron dos niñas estadounidenses que desaparecieron en extrañas circunstancias en Portland, Oregón, Estados Unidos, en el año 2001. Las hermanas emprendieron un viaje por carretera con su madre, Kimyala Henson, de 21 años, junto a la amiga de la infancia de esta, Christina Noel Mayer, y el novio de Mayer, Frank Lee Oehring. El grupo pretendía ir a Canadá, sin embargo primero condujeron hasta California, donde Kimyala recogió su certificado de nacimiento.
Dos semanas más tarde, la pareja Mayer y Oehring fueron encontrados muertos en un asesinato-suicidio en una área de descanso en Collier County, Florida. Y ocho días más tarde, el cuerpo sin vida de Kimyala Henson (la madre de las pequeñas) fue encontrado en un área rural cerca del lago Pyramid en Nevada; la habían golpeado con un hacha y matado a tiros. La pareja de fallecidos Mayer y Oehring fueron declarados responsables del asesinato de Kimyala. Asimismo, las evidencias demostraron que Mayer había asumido la identidad de su amiga Kimyala Henson, y que ella junto a Frank Oehring habían usado las tarjetas de crédito de Kimyala para comprar gasolina y comida. Según informes posteriores, Frank Oehring supuestamente dirigía un grupo satanista en Stewartsville, Misuri, del cual Christina Noel Mayer era miembro.

### Antecedentes
Las hermanas de corta edad Shaina Kirkpatrick y Shausha Henson partieron en un viaje por carretera desde su casa en Portland, Oregón, con su madre, Kimyala Henson, quien a su vez iba acompañada por su amiga de la infancia Christina Noel Mayer, y por Frank Lee Oehring, un hombre de quien se supo que era fugitivo de Stewartsville, Misuri, buscado por la policía después del intento de asesinato de su exesposa. Mayer le presentó a Oehring a Kimyala como su marido, utilizando el seudónimo de Curtis. Según se informa, Frank Oehring dirigía un grupo satanista en Misuri, del cual Christina Noel Mayer era miembro.
La pareja Mayer y Oehring habían hecho una visita sorpresa al área de Portland aproximadamente el 2 de abril de 2001, alegando que estaban explorando lugares con la intención de posiblemente mudarse allí. Mayer usó la guía telefónica para contactar a Kimyala. Las viejas amigas de la infancia pasaron juntas una semana, antes de que el marido "ficticio" Frank Oehring se ofreciera a llevar a Mayer, a Kimyala y a sus hijas de vacaciones a la Columbia Británica (Canadá), invitación que Kimyala aceptó.
Kimyala y sus hijas fueron vistas por última vez en un hotel de Redding, California, el 5 de abril de 2001, acompañadas por Mayer y Oehring. Ese mismo día, el grupo se había detenido en Sacramento para obtener el certificado de nacimiento de Kimyala, pues se cree que Mayer y Oehring la convencieron de que necesitaría el documento para ingresar a Canadá. Dos días después de que el grupo se embarcara en su viaje por carretera, la madre de Kimyala falleció en Portland. Pero cuando sus familiares intentaron contactarla por teléfono para darle la noticia, no pudieron localizarla.

### Primer descubrimiento: Mayer y Oehring
El 20 de abril de 2001, un agente fuera de servicio encontró a Mayer muerta a tiros con un rifle del calibre .22 en un aparente asesinato-suicidio junto a una mesa de pícnic, en un área de descanso en el Condado de Collier, Florida. Por otra parte, Oehring se había pegado un tiro en la cabeza allí cerca y todavía estaba vivo cuando lo encontraron. Lo trasladaron en avión al Lee Memorial Hospital en Naples, donde murió ese mismo día. En un cubo de basura que había en el área de descanso, las autoridades descubrieron el certificado de nacimiento de Kimyala, roto por la mitad. Investigaciones posteriores arrojaron que las tarjetas de crédito de Kimyala habían sido utilizadas para comprar gasolina y alimentos en numerosos estados entre el 6 y el 9 de abril de 2001, y que Mayer había obtenido fraudulentamente una tarjeta de identificación del estado de Nevada utilizando la identidad de Kimyala. El Kia Sephia en el que viajaba el grupo quedó estacionado en el área de descanso. Dentro del auto se encontró una bolsa de pañales, pero no se pudo localizar ninguna otra pista o evidencia de las niñas desaparecidas.

### Segundo descubrimiento: Kimyala Henson
El 28 de abril de 2001, ocho días después del descubrimiento de los cuerpos de Mayer y Oehring, el cadáver de Kimyala Henson fue encontrado parcialmente enterrado cerca del lago Pyramid, aproximadamente a 37 millas (60 km) al norte de Wadsworth, Nevada. La habían golpeado con un hacha y luego rematado a tiros. El análisis balístico concluyó que Kimyala fue disparada con la misma arma utilizada en el asesinato-suicidio de Mayer y Oehring.

### Desaparición
En la actualidad sigue siendo desconocido el paradero de las hermanas.